# Поцелуй вампира (фильм, 1963)
«Поцелуй вампира» (англ. The Kiss of the Vampire) или "Поцелуй зла (англ. Kiss of Evil) — британский фильм ужасов 1963 года, снятый компанией Hammer Film Productions. Режиссёром фильма является Дон Шарп, сценаристом и продюсером выступил Энтони Хайндс, в титрах обозначенный под творческим псевдонимом Джон Элдер.

## Сюжет
Начало XX века, Германия. Англичане Джеральд и Мэрианн Харкарт проводят свой медовый месяц, путешествуя на автомобиле. На безлюдной баварской дороге у них заканчивается бензин и молодожёны вынуждены остановиться в ближайшем отеле, в котором помимо них живёт лишь один человек. В тот же вечер Харкарты получают письмо от доктора Равны с приглашением на ужин в его замок. Управляющий отелем говорит, что доктор весьма уважаемый в этих краях человек и что у него всегда великолепный стол, не сопоставимый со стряпнёй его жены. Харкарты с радостью принимают приглашение и проводят вечер с эксцентричным доктором, а также его детьми — Сабеной и Карлом. Причём Мэрианн буквально впадает в транс, слушая игру Карла на пианино.
На следующий день Карл и Сабена проездом оказываются в отеле и сообщают Джеральду, что через несколько дней привезут бензин, а также приглашают его вместе с женой на бал-маскарад и ради такого случая одолжат им свои костюмы. На балу Джеральда и Мэрианн разлучают, и Карл, надев маску как у Джеральда, обманом заманивает девушку в комнату отца. Доктор оказывается вампиром и кусает её. Подвыпившему Джеральду Сабена предлагает «особый» бокал вина, после чего он теряет сознание. Придя в себя и спустившись в зал, Джеральд замечает что всё выглядит так, будто бала и не было, а недовольный Карл просит его покинуть его дом и никогда больше не возвращаться. На вопросы про Мэрианн они вместе со слугой отвечают, что Джеральд пришёл один и ни о какой Мэрианн они не слышали. Вернувшись в отель, он понимает что все вещи жены бесследно исчезли, а управляющий также делает вид, что не знает никакую Мэрианн.
Отчаявшийся Джеральд просит помощи у загадочного профессора Циммера, единственного кроме них жильца. Циммер говорит, что его жену держат в замке и рассказывает, что его дочь, по вине Равны, также стала вампиром, и ему пришлось убить её.
Джерард вместе с Циммером вызволяют Мэрианн, которая находится под влиянием Равны, и избавившись от слуги, запирает вампиров в замке, нарисовав на дверях кресты и натерев их чесноком. В отеле Циммер проводит ритуал, вызвав летучих мышей, которые закусали насмерть всех вампиров.

## Актёры
| Актёр            | Роль                             |
| ---------------- | -------------------------------- |
| Клиффорд Эванс   | профессор Циммер                 |
| Ноэль Уиллман    | доктор Равна                     |
| Эдвард де Суза   | Джеральд Харкарт                 |
| Дженнифер Дэниел | Марианн Харкарт                  |
| Барри Уоррен     | Карл Равна                       |
| Брайан Аултон    | первый ученик                    |
| Ноэль Хаулетт    | отец Ксавье                      |
| Джеки Уоллис     | Сабена Равна                     |
| Питер Мадден     | Бруно                            |
| Изобель Блэк     | Таня                             |
| Вера Кук         | Анна                             |
| Джон Харви       | сержант полиции                  |
| Карл Эсмонд      | Антон (только в ТВ-версии в США) |
| Анушка Хемпель   | эпизод                           |

## Производство
Изначально предполагалось, что Поцелуй вампира станет третьим фильмом в линейке Дракулы от студии Hammer, (начавшейся с Дракулы и последовавшего за ним Невесты Дракулы). Это была ещё одна попытка студии Hammer сделать сиквел Дракулы без Кристофера Ли. В окончательном сценарии, написанном Энтони Хайндсом, Дракула не упоминается, и раскрывается тема появившаяся в Невестах — изображение вампиризма как социальной болезни, поражающей тех кто выбирает декадентский образ жизни.
Производство фильма началось 7 сентября 1962 года в Bray Studios.
Поцелуй вампира — единственный фильм, в титрах которого указана Джеки Уоллис, сыгравшая Сабену.
Кульминация фильма, вовлекающая чёрную магию и стаю летучих мышей, изначально предназначалась для концовки Невест Дракулы, но звезда того фильма Питер Кашинг, заявил что Ван Хельсинг никогда бы не обратился к чёрной магии. Однако, в новелизации Невест Дракулы всё же используется эта концовка.

## Альтернативная версия
Переименованный в Поцелуй зла для американского телевидения фирмой Universal, фильм был урезан настолько, что пришлось доснимать дополнительные сцены, чтобы увеличить пропавший хронометраж. Были добавлены новые персонажи, которых не было в оригинальной версии, что создало новый побочный сюжет. Каждая сцена, в которой демонстрировалась кровь, была отредактирована, например, открывающая фильм сцена, в которой из гроба дочери Циммера вытекает кровь, после того как он проткнул гроб лопатой. Также в телеверсии не показано, что привело в ужас Мэрианн, когда она открыла занавеску в комнате, где её заперли. Также была отредактирована пара ключевых фрагментов в сценах, без которых они не имеют смысла. Например, в сцене когда Джеральд освобождает руки, после того как был оцарапан Таней и размазывает свою кровь в форме креста, чтобы отпугнуть вампиров, из телеверсии было убрано размазывание крови, что оставило нераскрытым причину бездействия вампиров.
Сокращённое время было компенсировано сценами с семьёй, рассказывающей о влиянии клана Равны, но не взаимодействующей ни с кем в фильме. Девушка-подросток бросает своего парня ради благосклонности Карла Равны (что не показано в этой сцене), который даёт ей музыкальную шкатулку с той же гипнотической мелодией, которую он играл на пианино. Родителей сыграли Карл Эсмонд и Вирджиния Грегг (которая обрела популярность озвучивая Мать в трёх частях фильма Психо), а их дочь сыграла Шейла Уэллс.

## Выпуск наDVD
6 сентября 2005 наряду с семью другими фильмами студии Hammer Поцелуй вампира был выпущен в Северной Америке в составе четырёх дискового DVD-издания под названием The Hammer Horror Series (ASIN: B0009X770O), которое является частью коллекции Franchise Collection MCA-Universal.